# Otto Fried
Otto Fried (19. září 1908, Pelhřimov – 5. listopadu 1944, Dunkerk) byl český Žid a příslušník československé zahraniční armády, který bojoval ve druhé světové válce.

## Život
Otto Fried se narodil v Pelhřimově v roce 1908 jako nejmladší ze šesti sourozenců. Jeho rodiče byli Jakub a Eleonora Friedovi. Pracoval jako řidič, při své práci se dostával i do zahraničí. Díky čemuž měl přehled o režimu v Německu. Neúspěšně se snažil přesvědčit rodinu k odchodu z Československa. On sám později v roce 1939 z protektorátu uprchl. Dne 12. srpna 1940 vstoupil do československé zahraniční armády. Bojoval v Sýrii a později u Tobruku. V roce 1943 odjel do Velké Británie, kde se stal členem československé samostatné obrněné brigády. Se kterou se jako člen 1. motoroty motorizovaného praporu zúčastnil v roce 1944 Obléhání Dunkerku. Padl 5. listopadu 1944 při útoku na německé pozice. Dne 7. listopadu 1944 byl pohřben na Vojenském hřbitově v Adinkerke.

## Památka

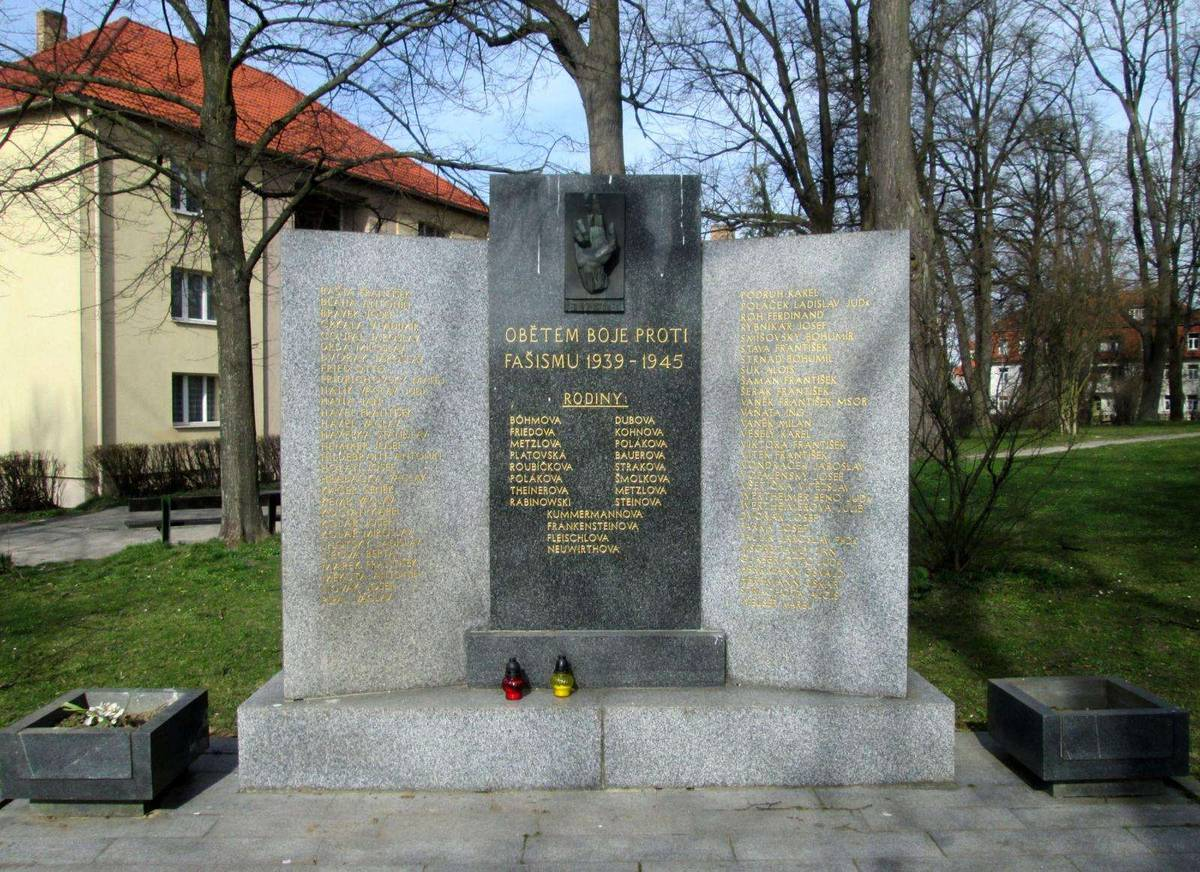
Pomník obětem 2. světové války v Pelhřimově

Otto Fried je uveden mezi oběťmi na pomník obětem 2. světové války v Pelhřimově.
V listopadu roku 2024 byla v Pelhřimově na Jihlavské bráně odhalena pamětní deska připomínající Ottu Frieda. Součásti ceremoniálu bylo také uložení kamenů zmizelých, které připomínají i jeho matku Eleonoru, která zemřela 4. prosince 1942 v Terezíně. Dále jeho bratra Viléma, který byl zavražděn v Osvětimi v roce 1944. A sestru Bertu Lírovou, která byla zavražděna v Osvětimi 5. ledna 1945.
Rodinu Friedovu připomíná také kenotaf na židovském hřbitově v Nové Cerekvi.